# Perloz
Perloz (prononcé Perlo ) est une commune de la basse Vallée du Lys, en Vallée d'Aoste.

## Toponymie
Suivant le patois francoprovençal local, le nom « Perloz » se prononce sans le « z » final, « Pèrlo », comme pour de nombreux toponymes et noms de famille de la Vallée d'Aoste et des régions limitrophes (Savoie et Valais).

Cette particularité est liée à un petit paraphe que les rédacteurs des registres des États de Savoie ajoutaient à la fin des mots (qu'ils soient des toponymes ou des noms de famille) à prononcer comme des paroxytons, ceux-ci étant très fréquents dans le patois francoprovençal local. Par la suite, ce petit signe a été assimilé comme un z.

## Géographie
Perloz forme l'aval d'une vallée latérale de la Doire Baltée, la Vallée du Lys, qui remonte jusqu'au pied du massif du Mont-Rose. Le chef-lieu, aussi bien que la plupart des hameaux, se trouvent sur la droite orographique du Lys, en particulier Plan-de-Brun, siège de l'église paroissiale Saint-Sauveur, et Marine (814 mètres), qui surplombe le vallon de Nantay.
Deux hameaux, Remondin et La Tour d'Héréraz, se situent sur la gauche orographique. Ils sont reliés au chef-lieu par le pont de la Morette.
Le point le plus élevé du territoire communal est le mont Crabun (2 710 mètres), où culminent aussi les communes d'Arnad et d'Issime. Le point moins élevé coïncide avec la limite avec la commune de Pont-Saint-Martin, à 450 mètres. Le Bec de Nona est un autre sommet présent sur la commune (2 085 mètres).

## Histoire
Les pages les plus importantes de l'histoire de Perloz sont liées à la puissante Maison de Vallaise, qui domina dans la basse vallée d'Aoste. Plusieurs édifices présents à Perloz sont les témoins de cette époque.

## Fêtes, foires
- La Fëta dou pan nèr, (du patois valdôtain, la Fête du pain noir), avant-dernier dimanche de juillet

### Les combats de chèvres
Voir lien externe au fond de l'article
En raison de ses traditions et de sa position géographique, Perloz est le siège du combat final des Batailles de chèvres, un événement connu aussi par son nom en patois valdôtain, Bataille de tchëvre.

## Monuments et lieux d'intérêt
- Le sanctuaire Notre-Dame-de-la-Garde (voir lien externe au fond de l'article), l'un des plus importants lieux de pèlerinage de la Vallée d'Aoste. L'édifice actuel fut bâti au XVIe siècle à la place d'une chapelle du XIIIe siècle, et fut élargi au XVIIIe siècle. On peut y admirer de nombreux ex-voto. La voûte a été décorée à fresque par Victor Avondo ;
- L'église paroissiale Saint-Sauveur, bâtie en 1617 sur les restes d'une chapelle du XIIe siècle, sur la façade on peut admirer un Jugement dernier réalisé par Bernard Fererio en 1677 ;
- La Tour d'Hérères, sans doute d'époque romaine, insérée ensuite dans une maison-forte médiévale, et utilisée enfin comme clocher d'e l'église Saint-Joseph de la Tour d'Héréraz ;
- Le Château des Vallaise (XIVe siècle), pendant longtemps siège de la famille Vallaise ;
- Le Château Charles, maison-forte du chef-lieu qui appartint aux Vallaise, et ensuite au notaire Jean Charles, qui reçut le fief de Perloz en 1709 par Victor-Amédée II de Savoie ;
- Le musée de la Résistance « Brigade Lys »[3] ;
- Le village de Chemp (voir lien externe au fond de l'article) siège de l'exposition permanente Sculptures en plein air ;
- Le pont de la Morette : un pont piétonnier médiéval enjambant le Lys sur une gorge très étroite, et assurant la liaison entre le chef-lieu de Perloz et les hameaux Remondin et la Tour d'Héréraz ;
- Le site d'intérêt communautaire du col Fenêtre (code SIC : IT1205110) ;
- Le marronnier de la Tour d'Héréraz, arbre remarquable planté en 1925 près de l'église Saint-Joseph et mesurant 92 cm de diamètre pour 19 m de haut.

## Société

### Évolution démographique
Habitants recensés

## Administration
| Période                                  | Période           | Identité              | Étiquette        | Qualité  |
| ---------------------------------------- | ----------------- | --------------------- | ---------------- | -------- |
| 4 juin 1985                              | 11 juillet 2003   | Marc Fey              | Union valdôtaine | Syndic   |
| 11 juillet 2003                          | 9 mai 2005        | Valter Juglair        | Union valdôtaine | Syndic   |
| 9 mai 2005                               | 24 mai 2010       | Jean-Charles Stévenin |                  | Syndic   |
| 24 mai 2010                              | 19 septembre 2020 | Jean-Charles Stévenin | Liste civique    | Syndic   |
| 20 septembre 2020                        | En cours          | Ivana Chanoux         | Liste civique    | Syndique |
| Les données manquantes sont à compléter. |                   |                       |                  |          |

### Hameaux
Plan-de-Brun, Colleré, Bioley, Nantey, Fouillé, Breil, Estellé, Fey, Crête, Chemp, Ruine, Badéry, Derbellé, Miosse, Besesse, Ronc-Grange, Tour d'Héréraz, Barmet, Bois, Chamioux, Notre-Dame-de-la-Garde, Marine, Rechantez, Remondin, Ronc.

### Communes limitrophes
Arnad, Carema (TO), Donnas, Issime, Lillianes, Pont-Saint-Martin

## Galerie de photos

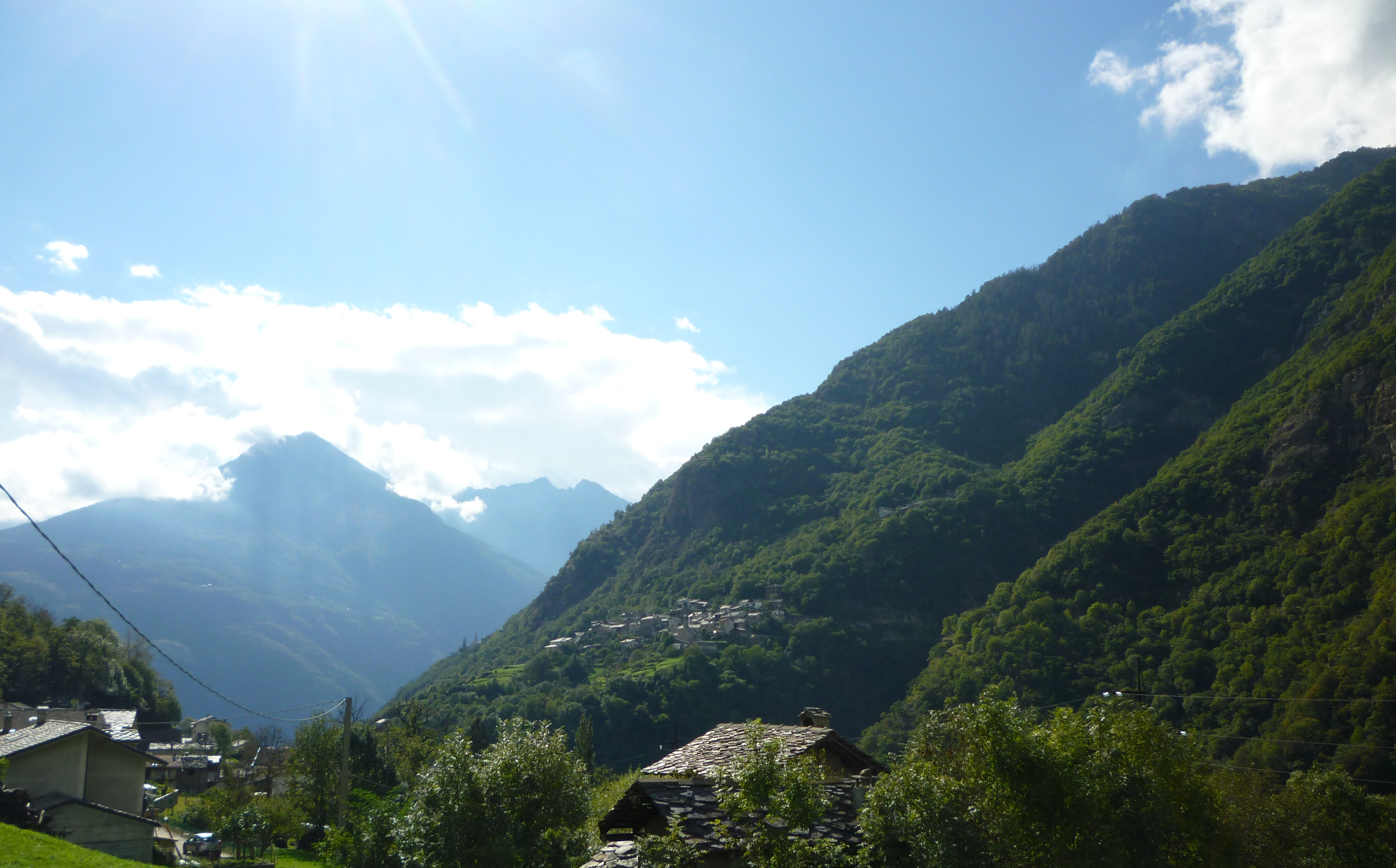
Vue du chef-lieu depuis le hameau Bioley
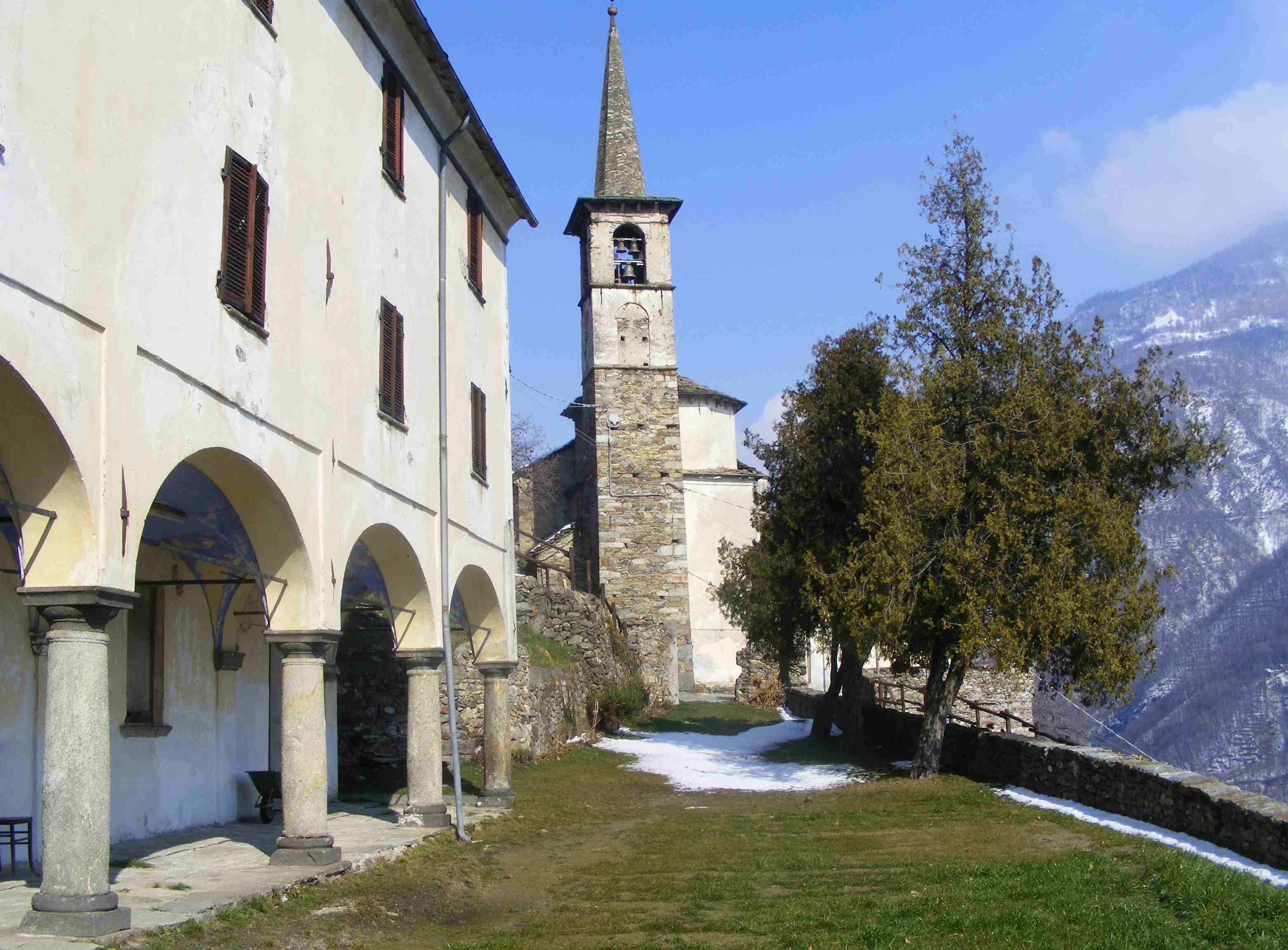
Le sanctuaire Notre-Dame-de-la-Garde
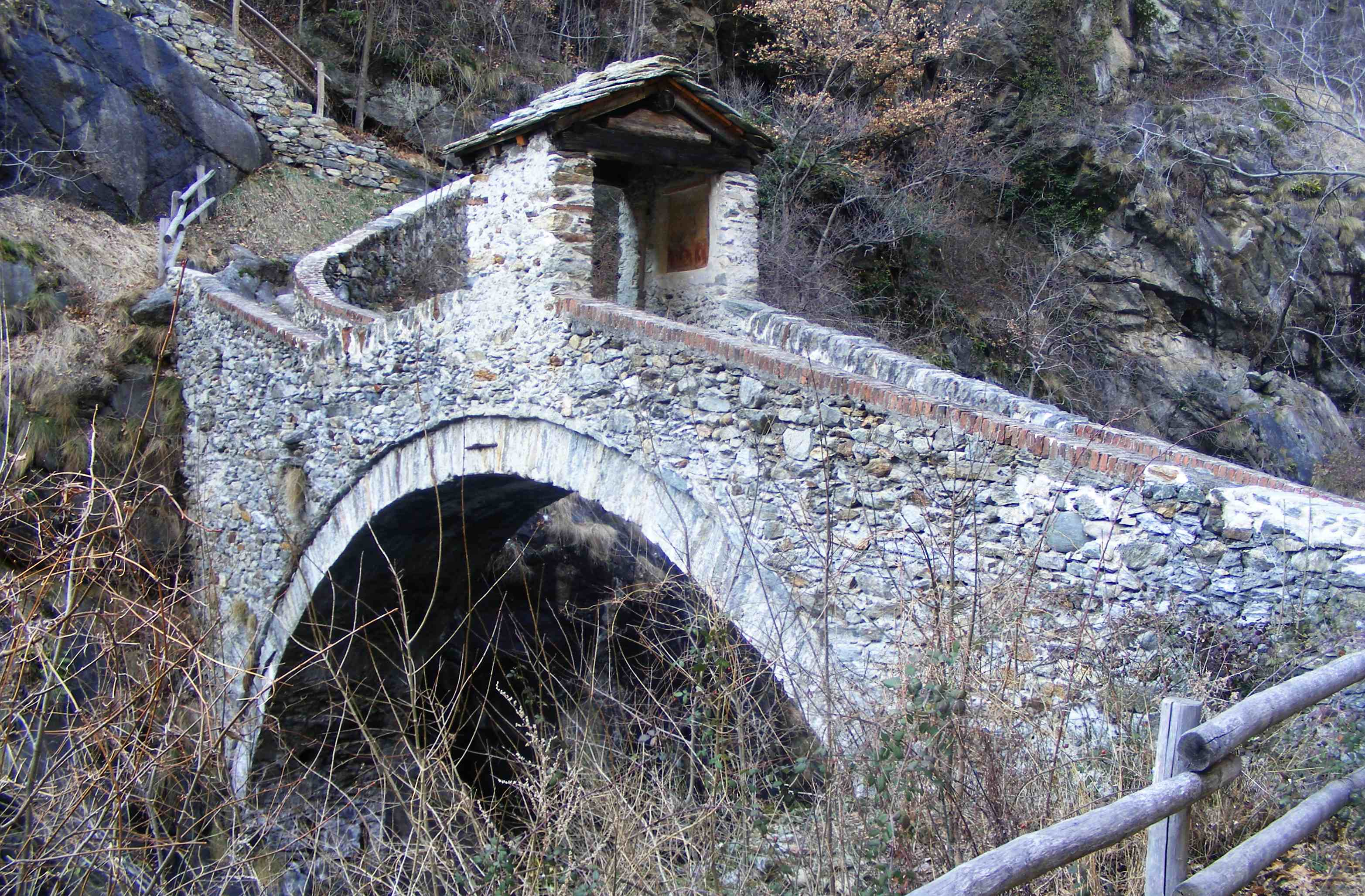
Le pont de la Morette
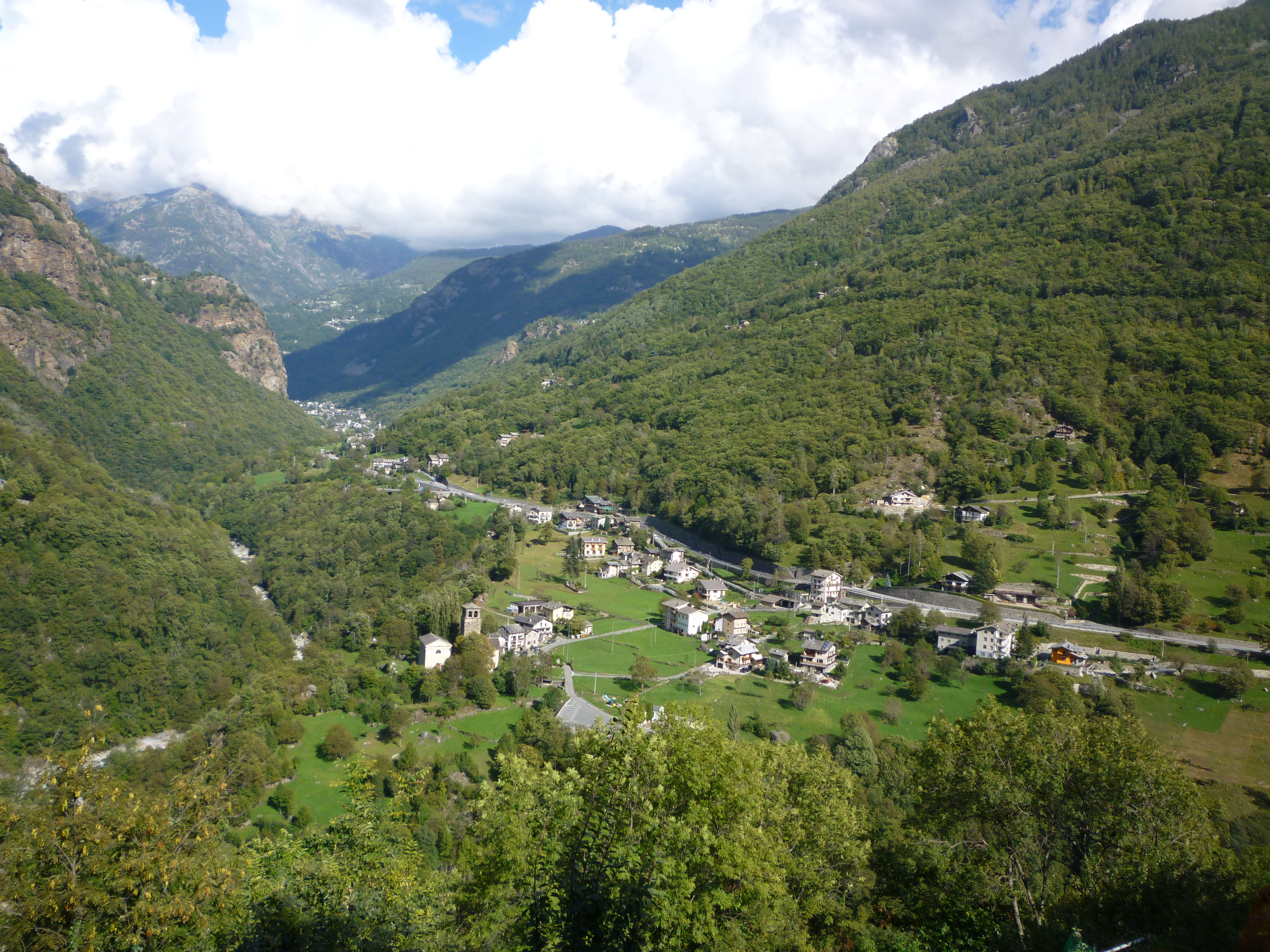
Vue du hameau de la Tour d'Hérères depuis le chef-lieu
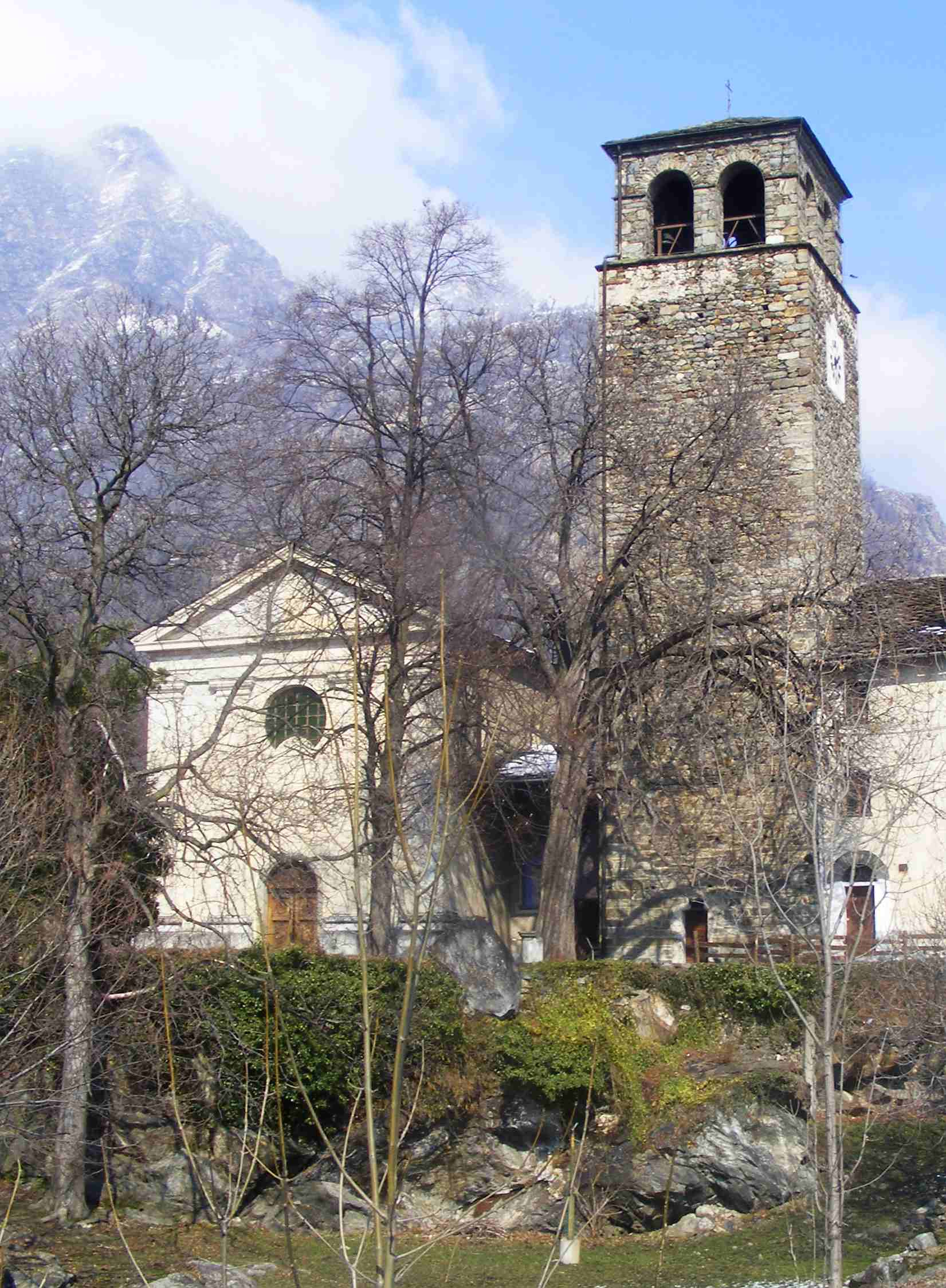
La tour d'Hérères
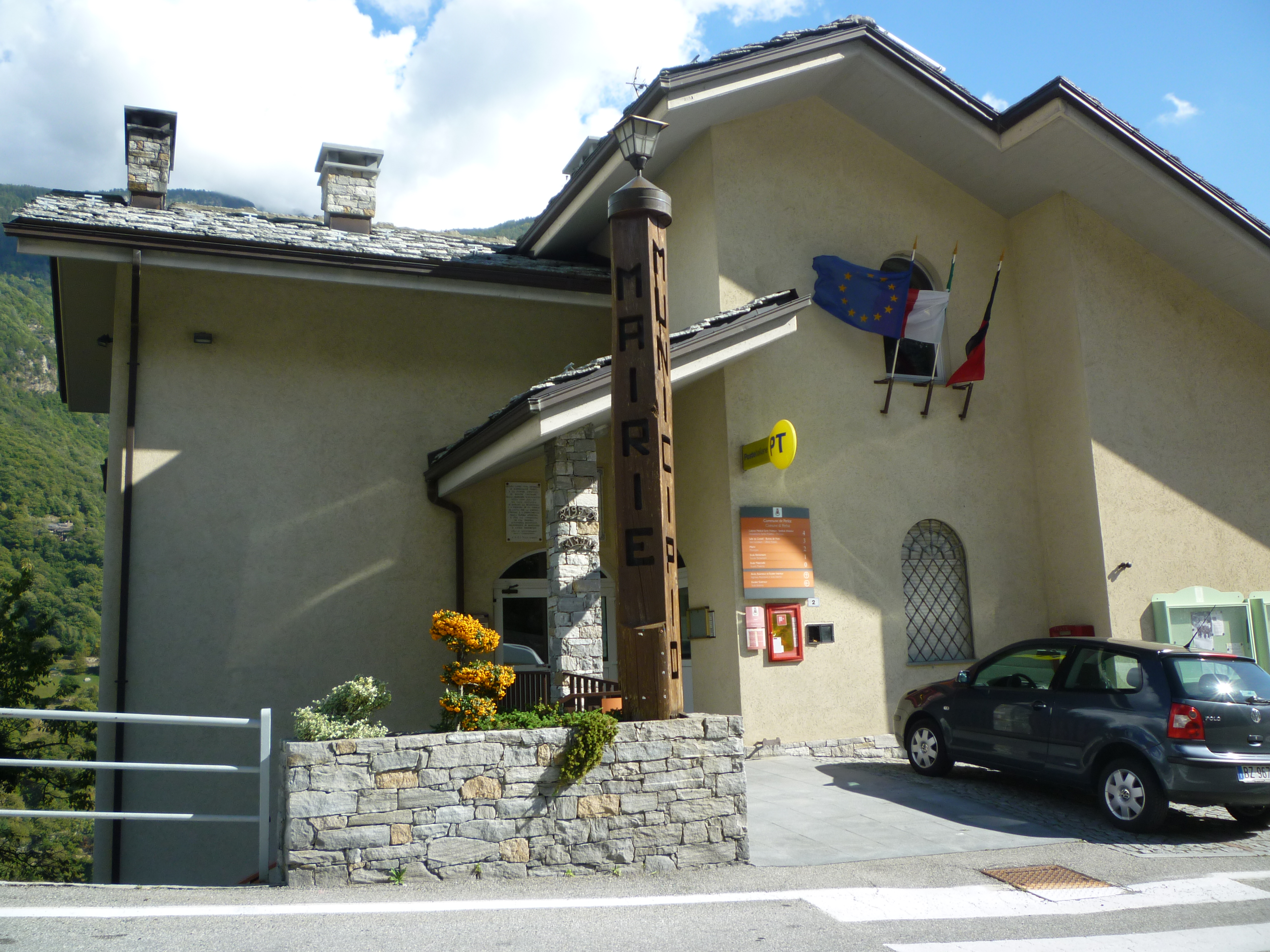
La maison communale
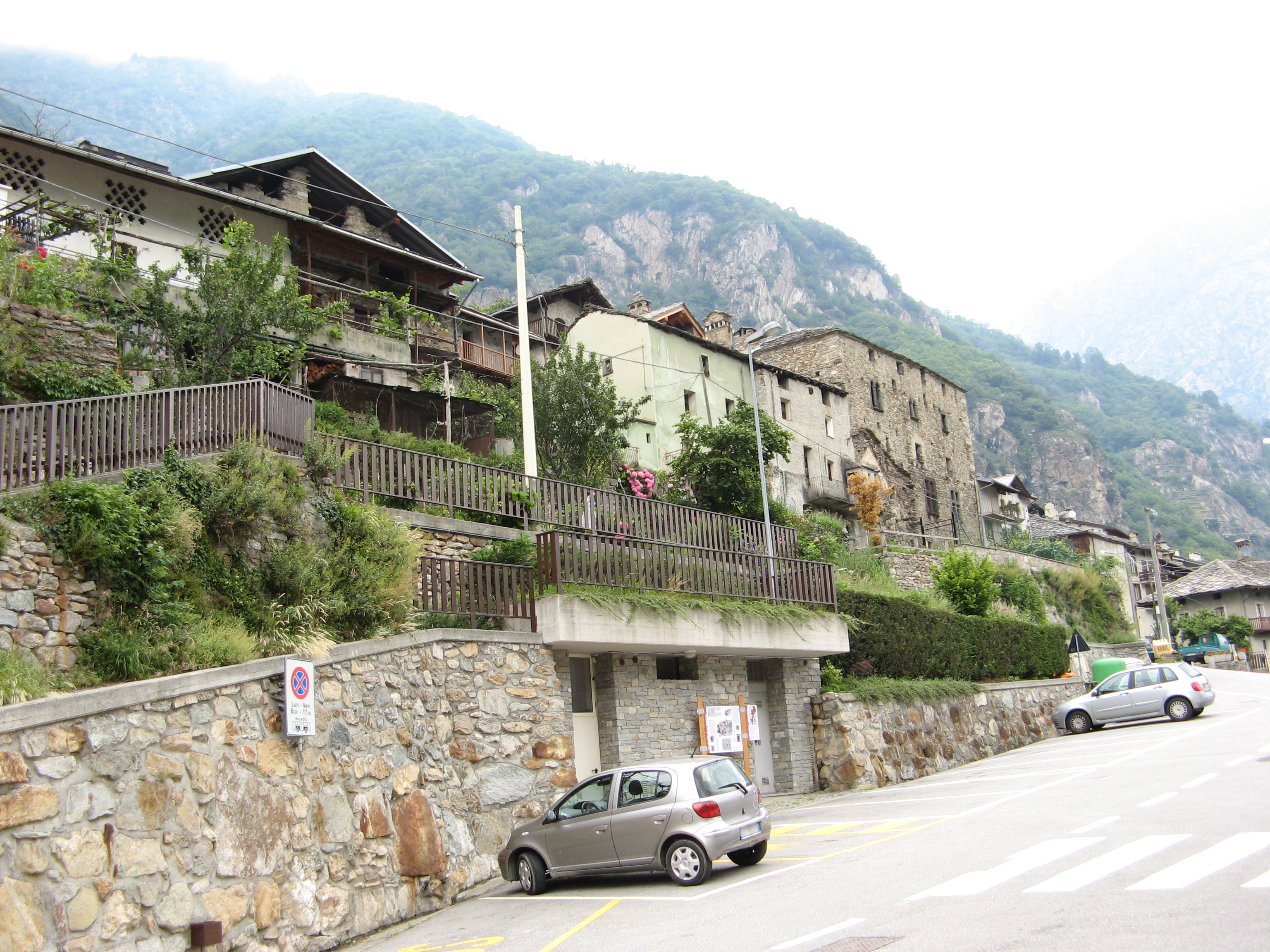
La place de la maison communale, sur la droite on reconnaît le château Charles
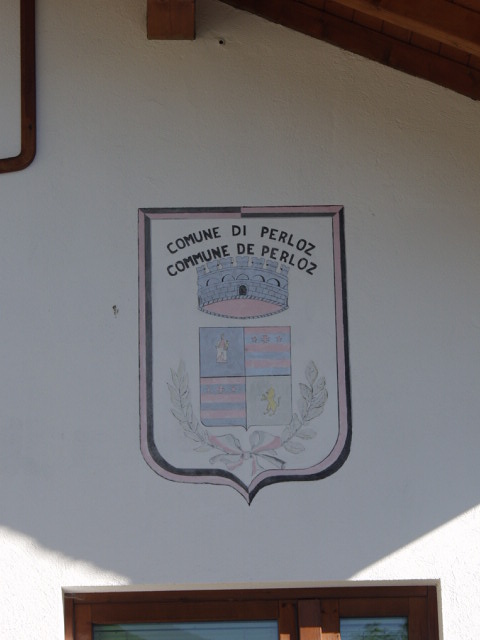
Blason de la commune de Perloz
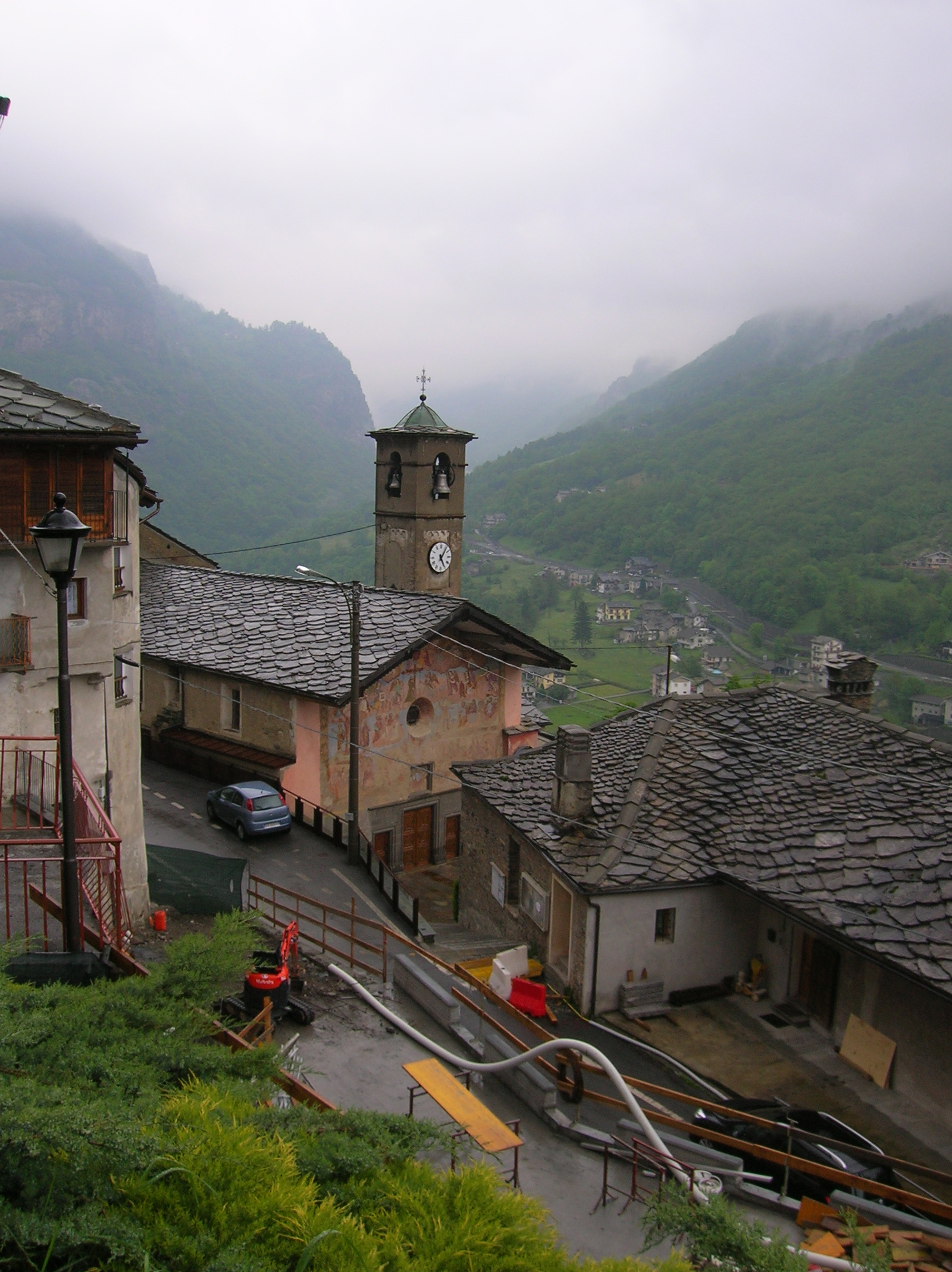
L'église paroissiale Saint-Sauveur, avec une fresque du Jugement dernier inspirée à la façade de l'église Saint-Jacques d'Issime
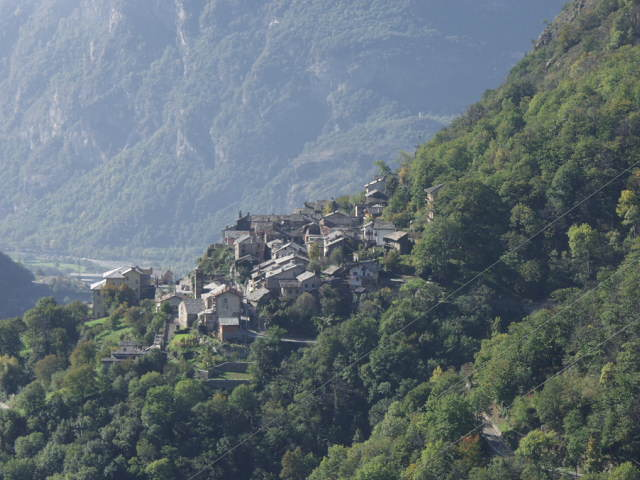
Le village de Marine